# Schwarze Thai-Vogelspinne
Die Schwarze Thai-Vogelspinne oder Schwarze Thailand-Vogelspinne (Cyriopagopus minax, Synonym: Haplopelma minax) ist eine Spinne aus der Familie der Vogelspinnen (Theraphosidae). Die Art ist entsprechend ihrer Trivialbezeichnung im Zentrum Südostasiens verbreitet.
Der englische Trivialname der Schwarzen Thai-Vogelspinne lautet Thailand black (tarantula), dessen Bedeutung mit der des deutschen Trivialnamens identisch ist.

## Merkmale

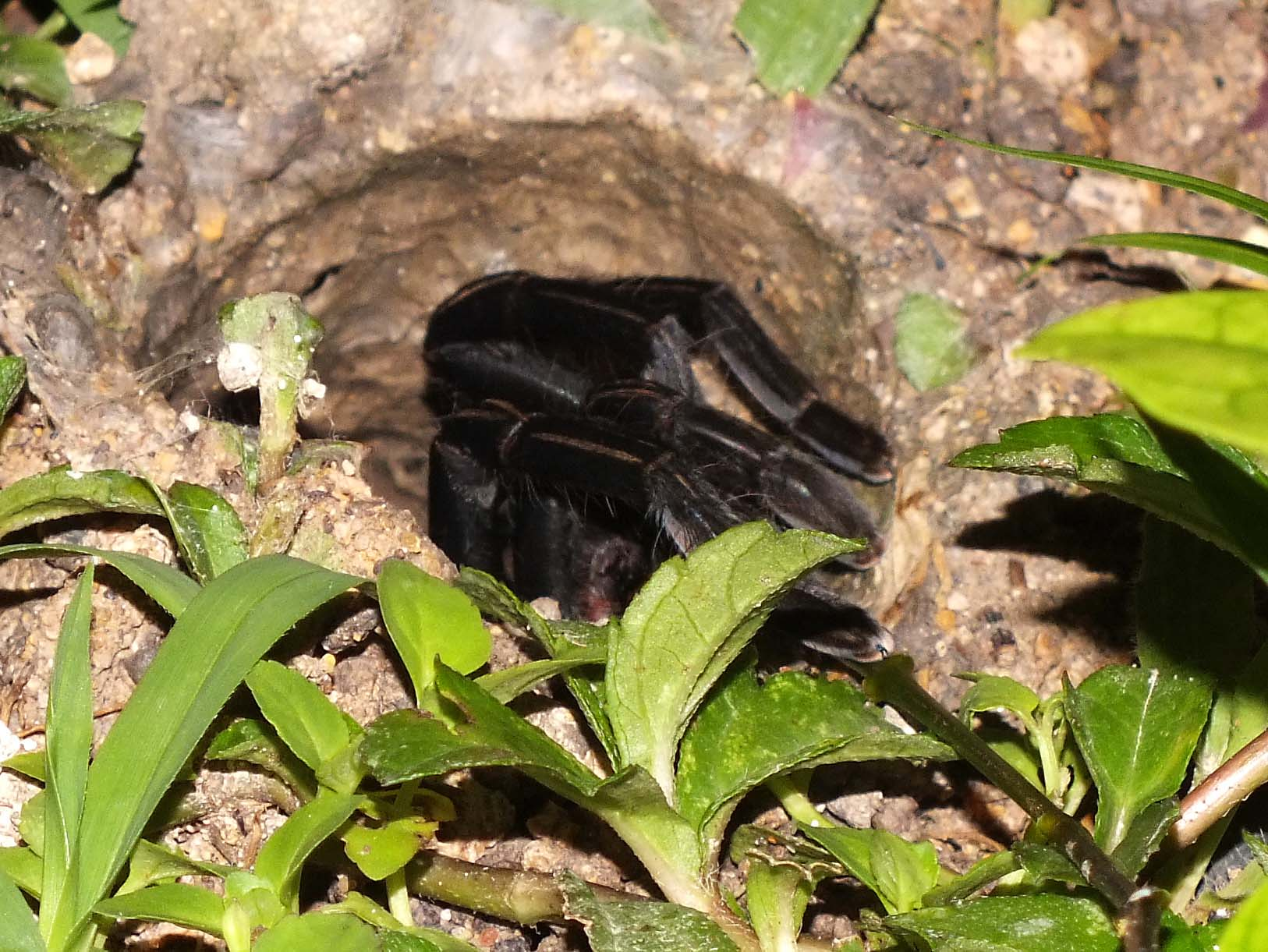
Weibchen in seiner Wohnröhre

Die Schwarze Thai-Vogelspinne erreicht eine Körperlänge von etwa 70 Millimetern, wobei das Weibchen wie bei vielen anderen Spinnen zumeist größer als das Männchen wird. Die maximale Beinspannweite liegt bei gut 130 Millimetern. Damit zählt die Schwarze-Thai-Vogelspinne zu den mittelgroßen Vertretern der Familie. Ein auffälliges Merkmal der Art ist die namensgebende und nahezu einheitlich schwarze Grundfärbung.
Der Carapax (Rückenschild des Prosomas, bzw. Vorderkörpers) erscheint länglich und hoch gewölbt. Bei frisch gehäuteten Tieren schimmert er moosgrün. Der Clypeus (Abschnitt zwischen dem vorderen Augenpaar und dem Rand des Carapax) ist wie bei anderen Arten der Gattung vergleichsweise groß und das Sternum (Brustschild des Prosomas) ist vorne im Vergleich zu anderen Arten der Unterfamilie zur Frontalseite hin nicht so stark nach verschmälert.
Dorsal weisen die Patellae (Glieder) und die Tibien (Schienen) aller ansonsten ebenfalls schwarzen Beinpaare, besonders die des ersten, einen orangen Haarsaum auf, der die Art kennzeichnet. Die Tibien des ersten Beinpaares weisen beim Männchen überdies entweder ventral, apikal oder retrolateral und alleine oder zusätzlich prolateral einen großen Stachel auf.
Das Opisthosoma (Hinterleib) verfügt auf der Dorsalseite über ein aus Streifen bestehendes Muster, das jedoch aufgrund seiner schwachen Ausprägung nur schleierhaft erkennbar ist und das Opisthosoma deshalb ebenfalls fast schwarz bestehen lässt.

### Aufbau der Geschlechtsorgane
Über die arteigenen genitalmorphologischen Merkmale der Schwarzen Thai-Vogelspinne (Cyriopagopus minax) liegen keine detaillierten Beschreibungen vor. Der Aufbau der Bulbi (männliche Geschlechtsorgane) und der Epigyne (weibliches Geschlechtsorgan) entspricht im Wesentlichen dem anderer Mitglieder der nach ihr benannten Cyriopagopus-minax-Artengruppe wie der Gestreiften Thai-Vogelspinne (C. albostriatus), der Blauen Burma-Vogelspinne (C. lividus) und der Vietnam-Tigervogelspinne (C. longipes).
Die Bulbi verfügen wie bei vielen Vogelspinnen auch bei dieser Art und der Artengruppe über eine Tibiaapophyse (chitinisierter Fortsatz). Im Gegensatz etwa zu den Arten der zur gleichen Unterfamilie zählenden Gattung Ornithoctonus ist auf der Ventralseite eines einzelnen Bulbus am Übergang zum Embolus (Einfuhrorgan) keine Einkerbung vorhanden.
Die Epigyne der Schwarzen Thai-Vogelspinne und anderer Arten der Gruppe unterscheidet sich insbesondere von der der Arten der zweiten Artengruppe der Gattung Cyriopagopus, die nach der Blauen Tigervogelspinne (C. schmidti) benannt ist und neben dieser die Schwarze Tigervogelspinne (C. hainanus) enthält. Denn die Spermathek (Samentasche) der Epigyne der Artengruppe der Schwarzen Thai-Vogelspinne ist im Gegensatz zu denen der anderen Artengruppe der Gattung unterteilt, bzw. weist eine deutliche Einkerbung auf. Bei der anderen Artengruppe ist die Spermathek lediglich bis zur Hälfte unterteilt. Ferner weist die Epigyne aller Arten der Gruppe der Schwarzen Thai-Vogelspinne eine leichte Einsenkung im Zentrum auf.

### Ähnliche Arten

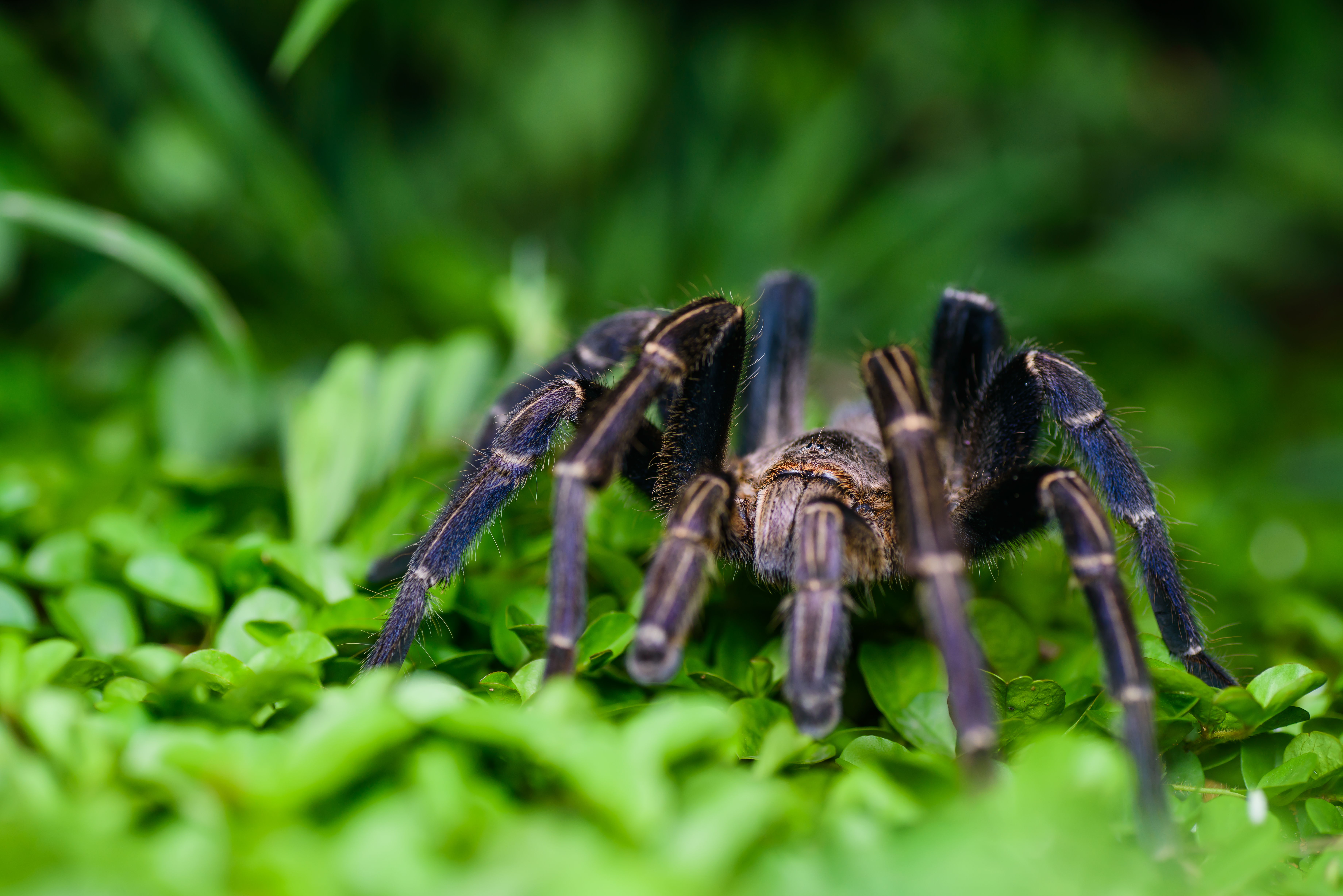
Männchen der nah verwandten Blauen Burma-Vogelspinne (Cyriopagopus lividus)

Verwechslungen der Schwarzen Thai-Vogelspinne mit anderen Arten der Familie der Vogelspinnen sind durch die schwarze Farbgebung der Art unwahrscheinlich. Es gibt allerdings viele morphologische Gemeinsamkeiten mit Arten anderer Gattungen innerhalb der Unterfamilie der Ornithoctoninae, die die Schwarze Thai-Vogelspinne und ihre Artengruppe mit diesen teilt.

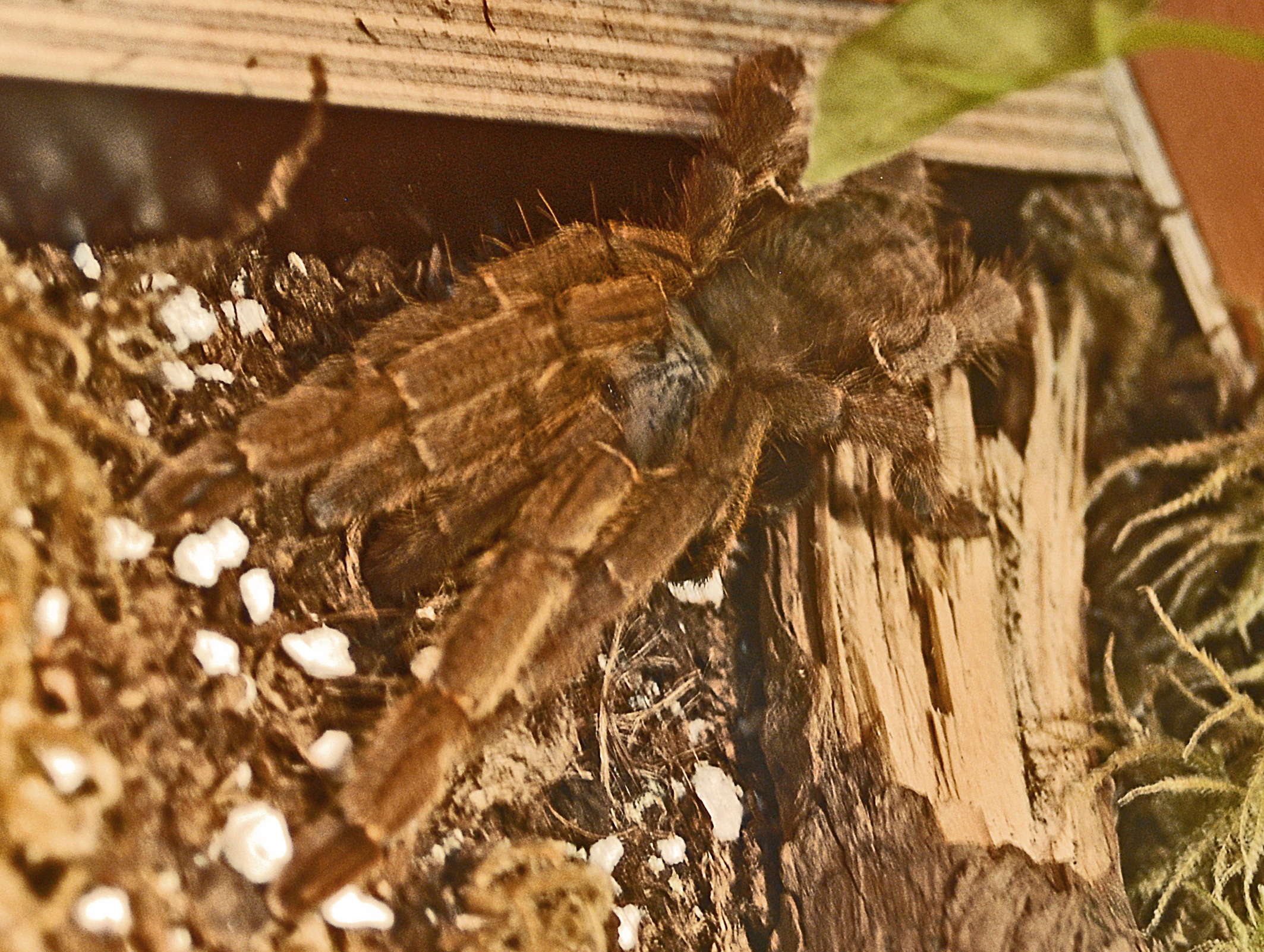
Weibchen der Blauen Tigervogelspinne (Cyriopagopus schmidti)

Vom Habitus her ähnelt überdies das Männchen der Schwarzen Thai-Vogelspinne dem der Blauen Burma-Vogelspinne (C. lividus), da die männlichen Tiere beider Vertreter dieser Gattung lang und dünn ausfallende Beine aufweisen. Von der Artengruppe der Blauen Tigervogelspinne (C. schmidti) unterscheidet sich die der Schwarzen Thai-Vogelspinne durch die bei ihr fehlende retrolateral angelegte Bürste aus langen weißen Haaren oberhalb der auf den Cheliceren befindlichen Scopulae (Gliedmaßenbehaarung) und das hier keine deutliche Einkerbung in der Mitte aufweisende Receptaculum.
Die teilweise ähnlichen Arten der Gattung Lampropelma weisen anders als die Cyriopagopus-minax-Artengruppe keine dichten Haarbürsten auf der retrolateralen Seite der Femora (Schenkel) des ersten Beinpaares auf. Die Arten der Gattung Cyriopagopus verfügen ventral, apikal, retrolateral und prolateral an den Tibien des ersten Beinpaares über nicht mehr als drei Stacheln. Außerdem weisen die einen deutlich kleineren Clypeus auf. Dies trifft auch auf die Vertreter der Gattung Phormingochilus zu, bei denen überdies das Sternum vorne nicht sehr stark verschmälert ist und bei denen die Männchen keine Tibiaapophyse aufweisen. Die Schwarze Thai-Vogelspinne und ihre Artengruppe kann von den Arten der Gattung Citharognathus dadurch unterschieden werden, dass bei diesen das vierte Beinpaar deutlich dünner als das erste gebaut ist, was auch auf die Tibien (Beinschienen), verglichen mit den Femora (Schenkeln), des vierten Beinpaares zutrifft. Außerdem weisen sie keine zahlreichen und stachelartig verdickten Haare auf den Metatarsen (Fersenglieder der Tarsen bzw. Fußglieder) auf der Dorsalseite des vierten Beinpaares auf.
Deutlich mehr Unterschiede weisen die Schwarze Thai-Vogelspinne und ihre Artengruppe mit der Gattung Ornithoctonus auf, die u. a. anders als diese weniger als neun Stacheln auf den Metatarsen (Fersenglieder der Tarsen, bzw. Fußglieder) des vierten Beinpaares und weniger als 11 Dornen auf den Coxae (Hüftglieder) der Pedipalpen prolateral unterhalb der Sutur aufweisen.

## Vorkommen
Die Schwarze Thai-Vogelspinne ist in Myanmar und Thailand verbreitet. Das Hauptverbreitungsgebiet der Art liegt jedoch im Süden Myanmars im Mon-Staat und somit nahe der Küste des Andamanensees, einem Randmeer des Indischen Ozeans. vertreten.

### Lebensräume

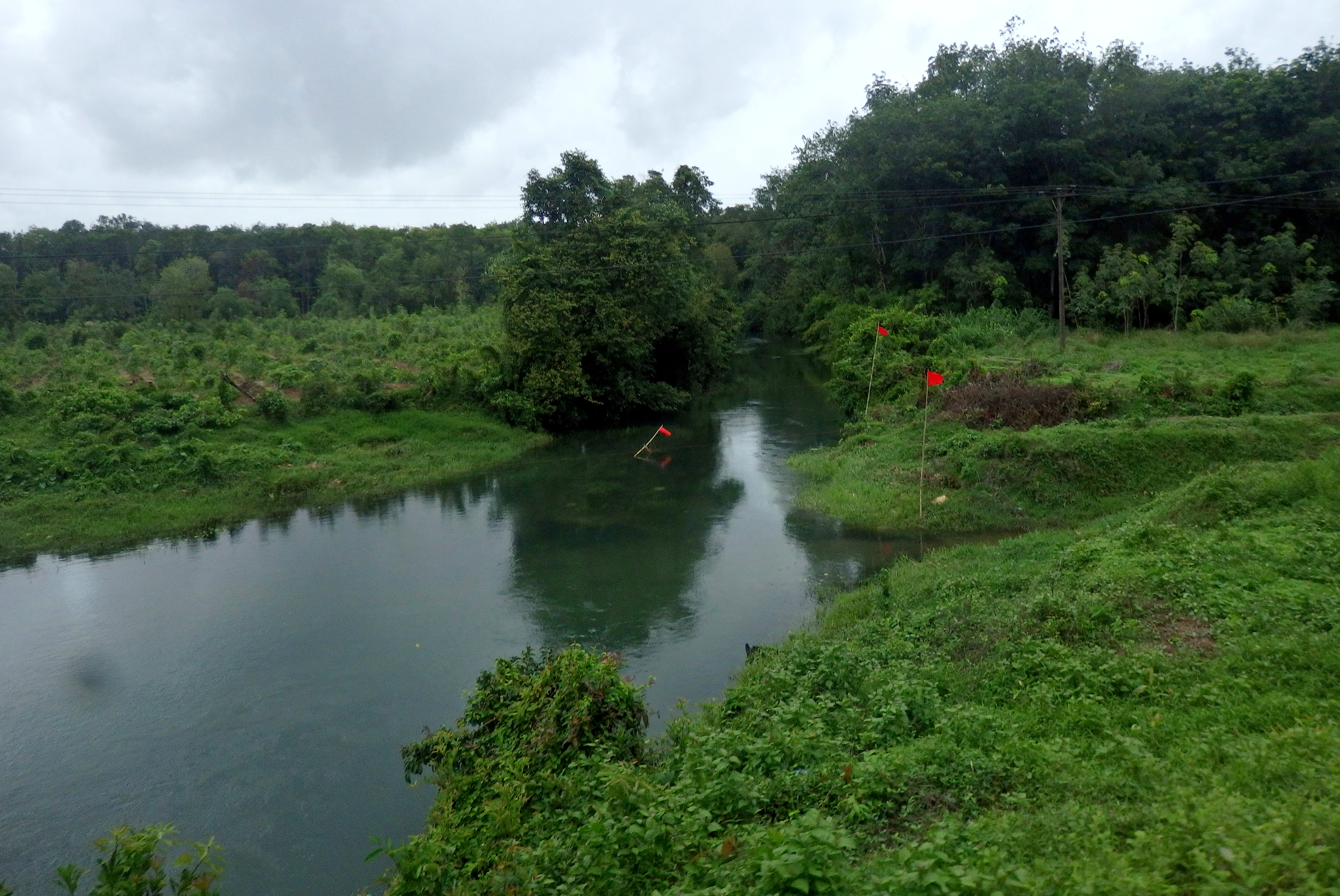
Regenwald bei der Gemeinde Ka Mar Wet im Mon-Staat im Süden Myanmars, eines der Habitate der Schwarzen Thai-Vogelspinne.

Die Schwarze Thai-Vogelspinne bewohnt in ihrem Verbreitungsgebiet tropische Regenwälder, die durch den Monsun beeinflusst werden. In ihrem Habitat ist die Art durch ihre Lebensweise am Waldboden anzutreffen.

### Bedrohung und Schutz
Über mögliche Bestandsgefährdungen der Schwarzen Thai-Vogelspinne liegen keine Informationen vor, da die Art nicht von der IUCN gewertet wird.

## Lebensweise

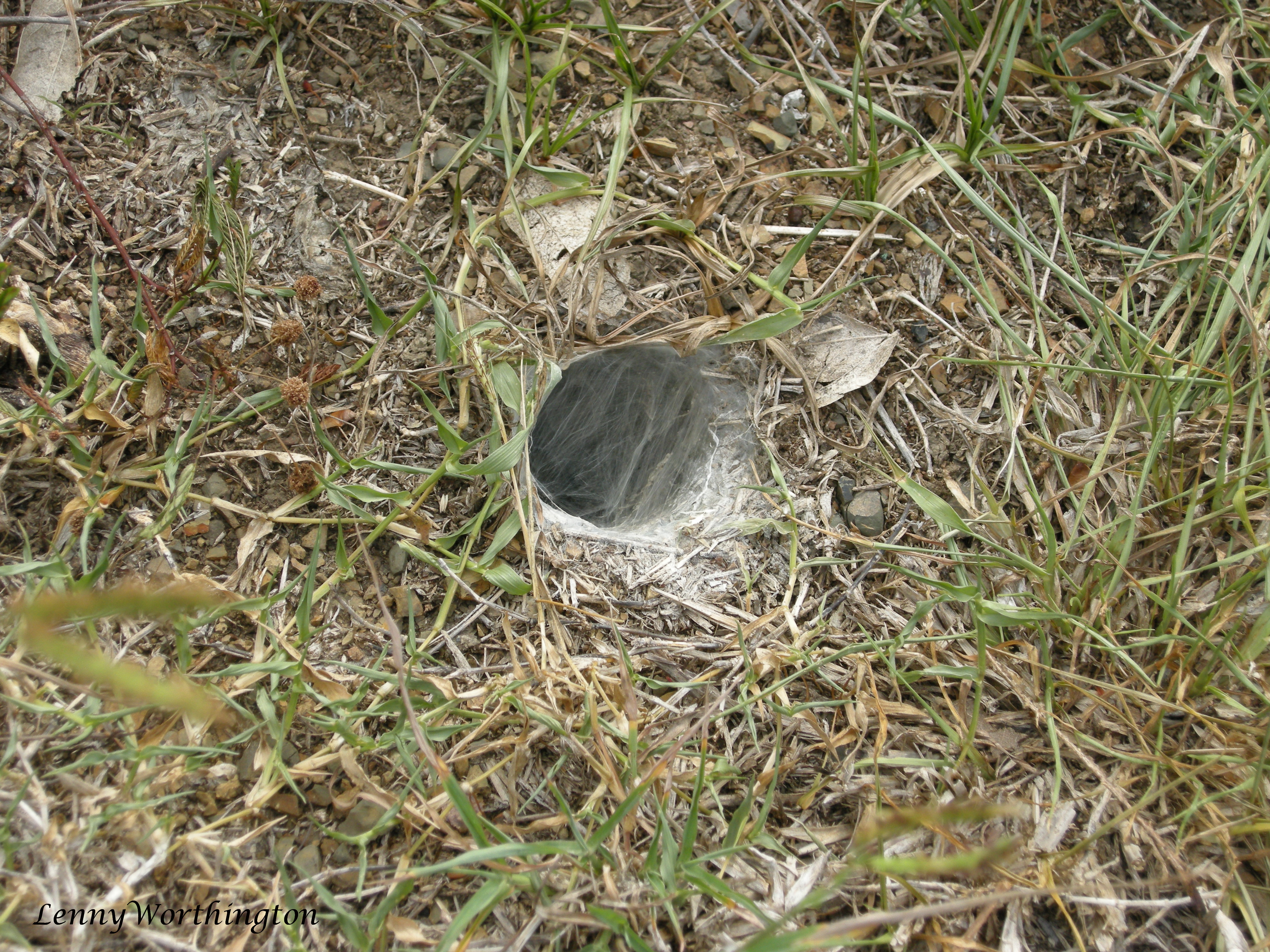
Mit einem Gespinst ausgekleidete Wohnröhre einer Schwarzen Thai-Vogelspinne

Die Schwarze Thai-Vogelspinne zählt zu den bodenbewohnenden Vogelspinnen und gräbt wie alle Arten innerhalb der Unterfamilie der Ornithoctoninae tief in den Erdboden hinabreichende Wohnröhren, deren Ausgang bei dieser Art beinahe trichterförmig erscheinen und zusätzlich mit verschiedenen Materialien des Bodengrunds verstärkt werden kann. Die Wohnröhre wird überdies von der Spinne mit einem dichten Gespinst ausgekleidet.
Wie alle Vogelspinnen ist die Art nachtaktiv und kommt erst ab den späten Abendstunden zum Vorschein, um auf Beutejagd zu gehen, während sie tagsüber zumeist in der Wohnröhre verweilt.

### Jagdverhalten und Beutefang
Die wie nahezu alle Spinnen räuberisch lebende Schwarze Thai-Vogelspinne legt kein Spinnennetz zum Zwecke des Beutefangs an, sondern jagt freilaufend als Lauerjäger. Wie andere Vogelspinnen spürt auch diese Art potentielle Beutetiere anhand ihrer Bewegung auf, die sie durch die Sensillen (Sinneshaare) wahrnimmt. In einem Sprungangriff stürzt sie sich auf die Beute, sobald sie in Reichweite gelangt. Ein mittels der Cheliceren (Kieferklauen) versetzter Giftbiss setzt das gefangene Beutetier dann außer Gefecht und wird von der Spinne verzehrt.
Das Beutespektrum der Schwarzen Thai-Vogelspinne setzt sich wie bei anderen mittelgroßen Vogelspinnen sowohl aus anderen Gliederfüßern, als auch aus kleineren Wirbeltieren, darunter Reptilien und Amphibien sowie Nagetieren in passender Größe zusammen.

### Abwehrverhalten
Mit anderen Vogelspinnen der Alten Welt teilt die Schwarze Thai-Vogelspinne die hohe Bereitschaft zur Defensive, zieht es aber vor, sich bei Begegnungen mit möglichen Prädatoren (Fressfeinden) in ihren Unterschlupf zurückzuziehen. Ist die Möglichkeit dazu nicht gegeben, nimmt die Schwarze Thai-Vogelspinne zuerst eine für Vogelspinnenartige typische Drohgebärde ein, bei der sich die Spinne aufrichtet, die Pedipalpen (umgewandelte Extremitäten im Kopfbereich) sowie das erste Beinpaar erhebt und die Cheliceren spreizt. Bei weiterhin anhaltender Provokation schlägt sie zuerst drei bis viermal mit den erhobenen Extremitäten nach dem Angreifer. Die letzte Verteidigungsmaßnahme ist ein Biss der Spinne (siehe Abschnitt „Bissunfälle und Giftigkeit“).

### Lebenszyklus
Der Lebenszyklus der Schwarzen Thai-Vogelspinne ist wie bei anderen Spinnen recht vielfältig und in mehrere Phasen gegliedert. Die Aktivitätszeit der Art beläuft sich wie bei Regenwaldbewohnern üblich auf das ganze Jahr.

#### Balz und Paarung
Die wie bei allen Arten der Gattung Cyriopagopus vorzugsweise im Herbst stattfindende Paarung der Schwarzen Thai-Vogelspinne weicht nicht von der anderer Vogelspinnen ab. Ein paarungswilliges Männchen nimmt aus einem zuvor eigens hergestellten Spermanetz das Sperma in die Bulbi (männliche Geschlechtsorgane) auf und sucht nach einem geschlechtsreifen Weibchen, das es anhand von arteigenen Pheromonen (Botenstoffe) aufspüren kann. Hat es dieses gefunden, beginnt ein für Vogelspinnen typischer Balztanz, bei dem das Männchen auf dem Bodengrund mit den Extremitäten Trommelbewegungen vollführt. Solche werden auch vom Weibchen bei erwiderter Paarungswilligkeit ausgeführt, sodass es dem Männchen Paarungsbereitschaft signalisiert.
Bei der eigentlichen Paarung, die in der für die Unterordnung der Vogelspinnenartigen typischen Stellung stattfindet, hält das Männchen mithilfe seiner an den Bulbi befindlichen Tibiaapophysen (chitinisierte Fortsätze) das Weibchen an seinen Cheliceren über sich und führt schließlich zwecks der Übertragung des Spermas abwechselnd seine Bulbi in die Epigyne (weibliches Geschlechtsorgan) seiner Geschlechtspartnerin. Nach einiger Zeit trennen sich beide Individuen voneinander. Gelegentlich verhält sich das Weibchen der Art aggressiv gegenüber dem Männchen und es kann somit während oder nach der Paarung oder auch während seiner Annäherungsversuche diesem zu Opfer fallen.

#### Eiablage und Heranwachsen der Jungtiere
Etwa ab Frühlingsbeginn fertigt das Weibchen einen Eikokon an, den es in seinem Unterschlupf bewacht. Aus dem Kokon schlüpfen nach gut weiteren sechs Wochen etwa 150 bis 200 Jungtiere, die, wie bei Vogelspinnen üblich, vorerst zwei Larvenstadien (Prälarve und zweites Larvenstadium) durchleben, ehe sie zu dem aus mehreren Fresshäuten (Häutungsstadien) bestehenden Nymphenstadium übergehen. Das Wachstum der Nymphen der Schwarzen Thai-Vogelspinne verläuft vergleichsweise schnell und in Gefangenschaft wurde bei einem gut gefütterten weiblichen Jungtier das Heranwachsen innerhalb von zwei Jahren beobachtet. Die Männchen benötigen weniger Zeit für das Erlangen der Geschlechtsreife.

#### Lebenserwartung
Das Weibchen der Schwarzen Thai-Vogelspinne erreicht eine gesamte Lebensdauer von maximal 12 Jahren, womit die Art zu den Vogelspinnen mit einer leicht unterdurchschnittlichen Lebensdauer zählt. Das Männchen ist wie bei Vogelspinnen üblich mit einer Lebensdauer von zwei bis drei Jahren deutlich kurzlebiger.

## Schwarze Thai-Vogelspinne und Mensch

### Terraristik
Die Schwarze Thai-Vogelspinne erfreut sich überdies wie viele andere Vogelspinnen auch einer großen Beliebtheit als Heimtier in der Terraristik. Für eine erfolgreiche Haltung der Art ist es wichtig, die jeweilige Behausung eines einzelnen Exemplars (zumeist ein für Spinnen mit dieser Lebensweise angepasstes Terrarium) mit einem grabfähigen und ausreichend tiefen Bodengrund zu versehen. Außerdem sollten die Luftfeuchtigkeit und auch die Temperatur und nach Möglichkeit die jahreszeitlichen Schwankungen beider zuvor genannten Aspekte bestmöglich simuliert werden.
Vor einem Kauf eines oder mehrerer Individuen der Schwarzen Thai-Vogelspinne sollte man sich der sehr versteckten Lebensweise (s. Abschnitt „Lebensweise“) und auch der erhöhten Abwehrbereitschaft (s. Abschnitt „Abwehrverhalten“) sowie der Giftwirkung (s. Abschnitt „Bissunfälle und Giftigkeit“) bewusst sein.

### Bissunfälle und Giftigkeit
Die Schwarze Thai-Vogelspinne verfügt vermutlich wie viele altweltliche Vogelspinnen und damit im Gegensatz zu den in Amerika vertretenen Arten der Familie über ein vergleichsweise starkes Gift, obgleich bislang keine toxikologischen (sich mit Giftwirkungen befassende) Analyse der Toxizität (Giftigkeit) der Schwarzen Thai-Vogelspinne und auch den anderen Arten der Gattung Cyriopagopus vorliegt. Der Biss der Art gilt als schmerzvoll, wobei dies auch von der verabreichten Giftmenge und der Region abhängt, in der das Bissopfer von der Spinne gebissen wurde.

### Als Lebensmittel
Die Schwarze Thai-Vogelspinne gilt in Thailand ähnlich wie in Kambodscha die zur gleichen Gattung zählende Gestreifte Thai-Vogelspinne (C. albostriatus) als Delikatesse (gebratene Spinne), was ihr wie auch der anderen Art im englischen Sprachraum die Bezeichnung Edible Tarantula (übersetzt essbare Vogelspinne) eingebracht hat.

## Systematik
Die Schwarze Thai-Vogelspinne erhielt im Jahr 1897 ihrer Erstbeschreibung vom Autor Tord Tamerlan Teodor Thorell die Bezeichnung Melopoeus minax. Von Andrew M. Smith wurde die Art dann in die Gattung Haplopelma gestellt und erhielt ab 1996 die heute als Synonym betrachtete Bezeichnung Haplopelma minax. Im Jahr 2015 stellten Andrew M. Smith und Michael A. Jacobi bei ihrer Revision der Vogelspinnen Borneos fest, dass viele Vogelspinnen im Handel und in der Zucht unter anderen Gattungsnamen geführt werden als in der wissenschaftlichen Literatur. Nach Untersuchung des Typusexemplars für die Gattung Haplopelma stellte sich heraus, dass der ältere verfügbare Gattungsname für die Arten mit diesen Merkmalen Cyriopagopus Simon, 1887 war. Alle Vertreter der Gattung Haplopelma einschließlich der Schwarzen Thai-Vogelspinne gelten seitdem der Gattung Cyriopagopus zugehörig.